# Néstor Almendros
Pour les articles homonymes, voir Almendros (homonymie).
Néstor Almendros, né le 30 octobre 1930 à Barcelone, et mort le 4 mars 1992 à New York, est un directeur de la photographie et réalisateur espagnol, membre de l'American Society of Cinematographers (ASC).

## Biographie
Néstor Almendros est fils d'instituteurs. Son père, Herminio Almendros (es) (Almansa, Espagne), a introduit en Espagne la méthode pédagogique de Célestin Freinet. Sa mère, Maria Cuyàs Ponsa, est également très engagée dans l'enseignement comme professeure puis inspectrice de l'enseignement primaire. Après la guerre civile espagnole, Herminio s'exile à Cuba pour fuir le franquisme. Maria reste avec ses trois fils et subit la répression franquiste et une mutation forcée en 1944 à Huelva. En 1948, elle quitte l'Espagne avec ses trois fils pour rejoindre son mari à Cuba. Néstor a alors 18 ans.
Depuis sa jeunesse, Néstor fait preuve d'un grand intérêt pour les arts, mais surtout pour le cinéma. À La Havane, Néstor écrit des critiques de films. À Cuba, il obtient un master en philosophie et lettres, puis il se rend à New York, pour étudier le cinéma au City College of New York. Il finit ses études au Centro sperimentale di cinematografia à Rome. Après la révolution cubaine de 1959, il retourne à Cuba pour y réaliser des documentaires pour le régime castriste. Mais après avoir réalisé deux courts-métrages (Gente en la playa et La tumba francesa), il est banni de Cuba.
Il s'installe alors à Paris et y fait la rencontre de François Truffaut, Éric Rohmer et Barbet Schroeder, trois cinéastes avec qui il collabore tout au long des années 1970, signant la direction photo de quelques-uns de leurs films les plus célèbres : Ma nuit chez Maud, Le Genou de Claire et La Marquise d'O... pour Rohmer, L'Enfant sauvage, L'Homme qui aimait les femmes et La Chambre verte pour Truffaut, More et La Vallée pour Schroeder.
En 1978, il est approché par Terrence Malick pour être le directeur photo de son second film, Les Moissons du ciel. Ce film permet à Almendros d'obtenir l'Oscar de la meilleure photographie en 1979, unique Oscar obtenu pour ce film.
Au cours des années suivantes, Almendros travaille encore occasionnellement en France. Ainsi, en 1981, il reçoit le César de la meilleure photographie pour Le Dernier Métro de François Truffaut. Quelques années plus tard, il offre ce trophée à l'acteur et chanteur Frédéric Norbert au nom de leur longue amitié. Il signe aussi la direction photo du dernier film de Truffaut, Vivement dimanche !, et collabore une dernière fois avec Rohmer pour Pauline à la plage. 
Il mène ensuite une partie importante de sa carrière aux États-Unis. Il devient le directeur photo attitré de Robert Benton (Kramer contre Kramer, La Mort aux enchères, Les Saisons du cœur) et est également le directeur photo des films Le Choix de Sophie d'Alan J. Pakula et de La Brûlure de Mike Nichols. Au cours de cette période, Almendros co-réalise aussi deux documentaires très critiques sur les droits de l'homme à Cuba : Mauvaise conduite (sur la persécution des homosexuels) et Nadie escuchaba. Il tourne des publicités pour Giorgio Armani et Calvin Klein[source secondaire souhaitée].
En 1992, il meurt du SIDA et d'un lymphome à New York, à l'âge de 61 ans.
Human Rights Watch a donné son nom à une récompense décernée chaque année au HRWI Film Festival[source secondaire souhaitée].

## Caractéristiques de son travail
Éric Rohmer explique que Néstor Almendros était avant tout attentif à la « vraisemblance de la lumière » qu'il privilégie plutôt que la mise en valeur des acteurs : « J'ai travaillé avec de très grands chefs opérateurs, dont Nestor Almendros. Il était intéressé surtout par la vraisemblance de la lumière ; il désirait avant tout une lumière logique, et ne pensait pas que la lumière devait mettre en valeur la beauté des acteurs (ce qui incombait selon lui davantage au maquillage) ».

## Filmographie

### Directeur de la photographie
- 1964 : Paris vu par…
- 1967 : La Collectionneuse d'Éric Rohmer
- 1967 : The Wild Racers de Daniel Haller
- 1969 : More de Barbet Schroeder
- 1969 : Ma nuit chez Maud d'Éric Rohmer
- 1969 : L'Enfant sauvage de François Truffaut
- 1970 : Le Genou de Claire d'Éric Rohmer
- 1970 : Domicile conjugal de François Truffaut
- 1971 : Les Deux Anglaises et le Continent de François Truffaut
- 1971 : Sing-Sing de Barbet Schroeder
- 1971 : Maquillages de Barbet Schroeder
- 1971 : Le Cochon aux patates douces de Barbet Schroeder
- 1970 : La Brigade des maléfices de Claude Guillemot (1 épisode)
- 1972 : La Vallée de Barbet Schroeder
- 1972 : L'Amour l'après-midi d'Éric Rohmer
- 1973 : Poil de carotte de Henri Graziani
- 1973 : L'Oiseau rare de Jean-Claude Brialy
- 1973 : Les Praticables de Jean Dubuffet (documentaire) de  Jacques Scandelari
- 1974 : Femmes au soleil de Liliane Dreyfus
- 1974 : La Gueule ouverte de Maurice Pialat
- 1974 : Général Idi Amin Dada : Autoportrait (documentaire) de Barbet Schroeder
- 1974 : Cockfighter de Monte Hellman
- 1974 : Mes petites amoureuses de Jean Eustache
- 1975 : L'Histoire d'Adèle H. de François Truffaut
- 1975 : Maîtresse de Barbet Schroeder
- 1976 : La Marquise d'O... d'Éric Rohmer
- 1976 : Des journées entières dans les arbres de Marguerite Duras
- 1976 : Charlot, le gentleman vagabond (documentaire) de Richard Patterson
- 1977 : Cambio de sexo de Vicente Aranda
- 1977 : L'Homme qui aimait les femmes de François Truffaut
- 1977 : La Vie devant soi de Moshé Mizrahi
- 1977 : En route vers le Sud (Goin' South) de Jack Nicholson
- 1977 : Beaubourg, centre d'art et de culture Georges Pompidou (documentaire) de Roberto Rossellini
- 1978 : La Chambre verte de François Truffaut
- 1978 : Les Moissons du ciel (Days of Heaven) de Terrence Malick
- 1978 : Koko, le gorille qui parle (documentaire) de Barbet Schroeder
- 1978 : Perceval le Gallois d'Éric Rohmer
- 1979 : L'Amour en fuite de François Truffaut
- 1979 : Kramer contre Kramer (Kramer vs. Kramer) de Robert Benton
- 1980 : Le Lagon bleu (The Blue Lagoon) de Randal Kleiser
- 1980 : Le Dernier Métro de François Truffaut
- 1982 : La Mort aux enchères (Still of the Nigh) de Robert Benton
- 1982 : Le Choix de Sophie (Sophie's Choice) d'Alan J. Pakula
- 1983 : Pauline à la plage d'Éric Rohmer
- 1983 : Vivement dimanche ! de François Truffaut
- 1983 : L'Assemblea de Catalunya (documentaire) de Carlos Durán
- 1984 : Les Saisons du cœur (Places in the Heart) de Robert Benton
- 1986 : La Brûlure (Heartburn) de Mike Nichols
- 1987 : Nadine de Robert Benton
- 1988 : Imagine: John Lennon (documentaire) de Andrew Solt
- 1989 : New York Stories, sketch Apprentissages (Life Lessons) de Martin Scorsese
- 1990 : Made in Milan (documentaire) de Martin Scorsese
- 1991 : Billy Bathgate de Robert Benton

### Réalisateur

#### Au cinéma
- 1950 : Una Confusión cotidiana
- 1960 : Escuelas rurales
- 1960 : La tumba francesa
- 1960 : Gente en la playa
- 1960 : Ritmo de Cuba
- 1984 : Nadie escuchaba
- 1984 : Mauvaise Conduite

#### À la télévision
- 1964 : Le jardin public
- 1965 : La gare
- 1965 : En Corse
- 1965 : Journée d'un savant
- 1965 : Au Pays basque
- 1967 : Aspects de la vie économique aux XIII et XIV siècles. I, La vie rurale
- 1967 : La Journée d'un journaliste
- 1967 : La Journée d'un médecin
- 1967 : La Grèce antique. I, Cnossos et Mycènes
- 1967 : La Grèce antique. II, Olympie
- 1967 : La Grèce antique. III, Délos
- 1967 : Aspects de la vie économique aux XIII et XIV siècles. III, Une grande ville, Bruges
- 1969 : La journée d'une vendeuse

Toutes les œuvres télévisuelles de Nestor Almendros sont visibles en ligne sur Gallica.

## Publications
- Un homme à la caméra  (préf. François Truffaut), Hatier, coll. « Cinq continents », 1980, 191 p. (ISBN 978-2218025877)

## Documentaire sur Néstor Almendros
Dans la production: El hombre que pintaba con luz de Armando Linares Teijeiro et Javier Alfaro Guillén[pas clair]